# Istrische Riviera
Istrische Riviera (auch Adriatische Riviera) ist eine bereits in der Mitte des 19. Jahrhunderts genutzte Bezeichnung für die Seebäder und Kurorte entlang der Adriatischen Küste auf der Halbinsel Istrien in Slowenien und Kroatien. Der slowenische Küstenabschnitt wird auch Slowenische Riviera genannt.
Für einen kurzen Küstenabschnitt an der Kvarner Bucht gibt es auch die Bezeichnung „Riviera von Opatija“.